# Фреліхув
Фреліхув (пол. Frelichów, нім. Fröhlichhof) — село в Польщі, у гміні Хибе Цешинського повіту Сілезького воєводства.
Населення — 600 осіб (2011).
У 1975-1998 роках село належало до Бельського воєводства.

## Демографія
Демографічна структура станом на 31 березня 2011 року:
|          | Загалом | Допрацездатний вік | Працездатний вік | Постпрацездатний вік |
| -------- | ------- | ------------------ | ---------------- | -------------------- |
| Чоловіки | 301     | 73                 | 210              | 18                   |
| Жінки    | 299     | 64                 | 181              | 54                   |
| Разом    | 600     | 137                | 391              | 72                   |